# 辻畑利紀
辻畑 利紀（つじはた としき、1994年10月24日 - ）は、日本の振付師、アイドルプロデューサーである。元俳優、ダンサー、東京都出身。
元合同会社VYT代表。
元株式会社ウェーブマスター所属。

クラーク記念国際高等学校パフォーマンスコース卒業。

## 人物
ダンスを踊りたいと思いクラーク記念国際高等学校パフォーマンスコースに入学するが、在学中に芝居、殺陣、ダンス、歌、ラップを学ぶ中で俳優になることを志す。
高校卒業と同時に活動開始。俳優業と同時に、振付師、ダンス講師としても活動。
10年の活動後、芸能事務所『VYT PRODUCTION』を設立。
特技はダンスと殺陣。趣味はスノーボードとサーフィン。

## 振付作品
- アイドルグループ『Flunetrage』/作詞作曲　振付監修プロデュース

- アイドル　lonelyplanet/SECRET GIRL 振付

- アイドル　lonelyplanet/ENNUI GIRL 振付

- メンズアイドル　MONOCLINIC/全曲振付

- アイドル　REVELATIONS/あの夏、囁き　その他数曲振付

- アイドル　PEDIOPHOBIA/ペディオフォビア

- アイドル　Nゼロ/笑顔が見えたから

- アイドル　タタカッテシネ/アラビアンナイト

- 舞台『凛と立ち、飄々と舞い、可憐に咲く』

- 舞台『真田十勇伝』振付

## 出演

### 舞台
- LIVE ACT『BLAZBLUE〜CONTINUUM SHIFT〜』（2014年3月6日 - 9日、天王洲 銀河劇場）
- ツキステ。スクールレボリューションVer.Black（2017年3月8日 - 12日、Zeepブルーシアター） - 市川直樹 役 / ダンサー[1]
- 追放選挙（2017年8月23日 - 27日、新宿村LIVEスタジオ）
- 時空警察SIG-RAIDER（2018年1月31日 - 2月4日、ラゾーナ川崎プラザソル） - ビアー 役[1]
- ミュージカル「スタミュ」Second season（2018年7月4日 - 11日、日本青年館ホール / 7月20日 - 22日、森ノ宮ピロティホール）
- 信長の野望･大志 -冬の陣- 王道執行 〜騎虎の白塩編〜（2018年11月8日 - 12日、シアター1010） - 穴山信君 役
- 浪漫活劇譚 艶漢 第三夜（2019年4月20日 - 29日、シアターサンモール）
- アリスインデッドリースクール・少年（2019年6月26日 -  30日、六行会ホール） - 竹内珠 役
- パフォーマンスユニットTWT 第7回公演「つか版・忠臣蔵」（2020年1月22日 - 26日、木馬亭）
- ONE PIECE LIVE ATTRACTION『MARIONETTE』（2020年4月 - 、東京タワー） - ウソップ 役